# Frankenwald
Frankenwald er en mellemstor bjergkæde i den nordlige del af delstaten Bayern i Tyskland. Området ligger i Regierungsbezirk Oberfranken og danner en geologisk forbindelse mellem Fichtelgebirge og Thüringer Wald. Frankenwald har et vidt, skovklædt plateau, som går omkring 45 km mod nordvest og hælder svagt mod nord og øst og floden Saale, men falder mere brat mod den bayerske slette i vest. De højeste toppe er Döbraberg nær Schwarzenbach am Wald på 794 m, og Wetzstein ved Brennersgrün i Thüringen med 792 m. Centralt ligger vandskellet mellem floderne Main, der er en biflod til Rhinen, og Saale, der er en biflod til Elben.

50°18′N 11°36′Ø / 50.300°N 11.600°Ø